# Laurent Vandendriessche
Laurent Georges Gustave Vandendriessche (Pepingen, 23 februari 1919 - Gent, 20 oktober 2013) was een Belgisch arts en hoogleraar. Hij was de eerste rector van de Universitaire Instelling Antwerpen van 1971 tot 1979.

## Biografie
Laurent Vandendriessche volgde middelbare school aan het Koninklijk Atheneum in Gent. Hij promoveerde in 1943 tot doctor in de genees-, heel- en verloskunde aan de Rijksuniversiteit Gent. Daar studeerde hij vervolgens ook biomedische wetenschappen (1946) en fysiologische scheikunde (1950).
Van 1938 tot 1940 was hij assistent aan de faculteit Geneeskunde en Gezondheidswetenschappen van de Rijksuniversiteit Gent. In 1941 won hij de Interfacultaire wetenschappelijke prijs Louis Empain, groep Natuurwetenschappen. In 1943 werd hij aspirant aan het Nationaal Fonds voor Wetenschappelijk Onderzoek en assistent aan de Veeartsenijschool. Van 1949 tot 1950 doceerde Vandendriessche biochemie aan farmaciestudenten van de Universiteit van Lyon in Frankrijk. Hij was aan de faculteit Geneeskunde en Gezondheidswetenschappen achtereenvolgens docent (1951-1955), gewoon hoogleraar (1955-1971), buitengewoon hoogleraar (1971-1979) en gewoon hoogleraar (1979-1985). Vanaf 1950 doceerde hij tevens aan de Rijkslandbouwhogeschool. Van 1954 tot zijn emeritaat in 1985 was hij directeur-diensthoofd van het Laboratorium voor fysiologische scheikunde. Vandendriessche doceerde eveneens aan de Université nationale in Kigali, Rwanda. In 1967 werd hij decaan van de faculteit Geneeskunde van deze universiteit.
Vandendriessche stond samen met Fernand Nédée, Camille Paulus en Jos Couturier aan de basis van de Universitaire Instelling Antwerpen (UIA) in Antwerpen. Vandendriessche was van 1971 tot 1979 de eerste rector van deze nieuwe instelling en was er medeverantwoordelijk voor de uitbouw van het wetenschappelijk onderzoek. Onder zijn verwezenlijkingen behoort de oprichting van het Universitair Ziekenhuis Antwerpen, dat in 1979 de deuren opende. De UIA ging in 2003 op in de Universiteit Antwerpen.
In 2005 werd de Prijs voor de Biomedische Wetenschappen en Geneeskunde van de Universiteit Antwerpen vernoemd naar ererector Laurent Vandendriessche.